# Lucy Kelston
Lucy Kelston (Brooklyn, Nova York, EUA, 1922) és una soprano operística estatunidenca, principalment activa en Itàlia durant la dècada del 1950.
Nascuda en la ciutat de Nova York, va estudiar inicialment piano, de petita, i més tard cant en la New York College of Music amb Giuseppe de Luca i Samuel Margolis i va fer el seu debut escènic professional en 1947, com Madama Butterfly en l'òpera homònima de Giacomo Puccini, amb la Charles Wagner Opera Company.
Arturo Toscanini, director italià que va dirigir òpera arreu del món, la va ajudar a entrar en la Concurs Vocal d'Amèrica, i la seva participació en aquest concurs li va obrir les portes a estudiar a Milà, amb Gina Cigna, i a fer el seu debut a La Scala de Milà, fent el paper de Leonora en La forza del destino de Giuseppe Verdi en 1949, amb el tenor Mario Filippeschi com Don Álvaro. Va tenir un gran èxit en aquell debut, sent cridada cinc vegades a rebre els aplaudiments del públic. El mateix any va cantar Lady Macbeth, de Verdi, en la ràdio italiana (RAI) i en 1951, durant la celebració del cinquantenari de la mort de Verdi, va cantar de nou en la RAI el paper protagonista de Luisa Miller, amb el mític tenor Giacomo Lauri-Volpi. Va cantar àmpliament en Itàlia, sobretot a la Maggio Musicale Fiorentino en 1955, on va cantar Norma de Vincenzo Bellini, alternant amb Anita Cerquetti.
Va fer col·laboracions amb la Royal Opera House de Londres, el Liceu de Barcelona, el Teatre Nacional de Sao Cãrlos de Lisboa i el Teatro Colón de Buenos Aires, entre d'altres. També va ser molt activa en concerts i recitals, presentant-se en llocs com ara Nova York, Amsterdam, Viena i Budapest. No va cantar mai al Metropolitan Opera de Nova York.
En el Gran Teatre del Liceu va participar en una única obra, Simon Boccanegra de Verdi, en desembre de 1970, en el paper de Maria Boccanegra juntament amb el baríton estatunidenc Cornell MacNeil, en el paper protagonista. En el programa de concert va aparèixer amb el nom de Lucia Kelston, atès que havia italianitzat el nom.
Es va casar amb el director d'orquestra italià Franco Ferraris (nascut en 1919), per la qual cosa va ser coneguda també com a Lucia Ferraris Kelston.

## Enregistraments
Se la pot escoltar en el de l'esmentada emissió radiofònica de Luisa Miller, editada inicialment en format LP pel segell Cetra-Everest i més tard reeditada en CD. Aquest enregistrament va ser el primer que mai es va fer d'aquesta òpera. Els intèrprets va ser: Lucy Kelston, Giacomo Lauri-Volpi, Scipio Colombo, Miti Truccato Pace, Giacomo Vaghi, Duilio Baronti, l'Orquestra i Cors de la RAI, tots ells sota la direcció de Mario Rossi.